# Punta Brooke
Punta de Brooke, en idioma inglés Brooke's Point, es un municipio (tagalo: bayan; cebuano: lungsod; ilongo: banwa; ilocano: ili; a veces munisipyo en tagalo, cebuano e ilongo y munisipio en ilocano)  de primera categoría perteneciente a la provincia  de Palawan en Mimaropa, Región IV-B de Filipinas. 
Nombrada en honor de su fundador Sir James Brooke, la municipalidad promueve el ecoturismo. De acuerdo con el censo del 2000, tiene una población de 48 928 habitantes en 9634 hogares. El 7 de mayo de 1934 se encuentra en sus aguas la perla de mayor tamaño del mundo, conocida como la Perla de Lao Tzu, también conocida como la Perla de Alá.

## Geografía
Este municipio se encuentra situado al sur de la parte continental de la isla de Paragua en su costa occidental al mar de la China Meridional. Linda al norte con el municipio de Alfonso XIII (Quezón) situado en la costa occidental de la isla mar de Joló; al suroeste con el municipio de Bataraza en la costa oriental; al nordeste con el municipio de Sofronio Española también situado en la costa orienta; y al noroeste con el municipio Punta Baja (Rizal), en la costa oeste.

## Barangayes
El municipio de Punta de Brooke se divide, a los efectos administrativos, en 18 barangayes o barrios, conforme a la siguiente relación:
| - Amás - Aribungós - Barong-Barong - Calasaguen - Imulnod - Ipilán | - Maasín - Mainit - Malis - Mambalot - Oring-Oring - Pangobilián | - Población I - Población II - Salogón - Samariñana - Saraza, antes Taniongbobog. - Tubtub |

## Historia
Formaba parte de la provincia española de Calamianes, una de las 35 del archipiélago Filipino, en la parte llamada de Visayas. Pertenecía a la audiencia territorial y Capitanía General de Filipinas, y en lo espiritual a la diócesis de Cebú.
En 1858 la provincia fue dividida en dos provincias: Castilla, Asturias, en el sur, con Puerto Princesa como capital y con el territorio de los actuales municipios de Aborlan, Narra, Quezón, Sofronio Española, Punta de Brooke, Rizal y Bataraza; y la pequeña isla de Balábac. 
Este barrio pasa a formar parte de la provincia de Asturias, formada por un único municipio, Puerto Princesa.
En 1910 se segrega  Aborlán.
En virtud de la Orden Ejecutiva número 232, suscrita por el entonces presidente Elpidio Quirino el 28 de junio de 1949, fue creado el municipio de Punta de Brooke.
Los términos de los municipios de Bataraza, Sofronio Española y partes de los de Punta Baja (Rizal), creado el 14 de abril de 1983 con el nombre de Marcos, y Alfonso XIII (Quezón), creado en 1951, fueron segregados de su término.
El 1 de enero de 1964, a iniciativa del entonces congresista Gaudencio Abordo, se promulga la Ley de la República N.º 3425 escrito por el que se divide en dos el municipio de Punta de Brooke. La parte sur se denomina municipio de Bataraza en honor del fallecido Datu Bataraza Narrazid. 
Sofronio Española es el municipio más joven de la provincia, creado por plebiscito el 22 de mayo de 1994, a partir de territorios que antes formaban parte de Punta de Brooke.
El 9 de marzo de 2009 fue creado el barrio de Samariñana.
El 12 de abril de 2011 el barrio de Taniongbobog cambia su nombre por el de Saraza.